# Parafia Nawiedzenia Najświętszej Maryi Panny w Tłuczani
Parafia Nawiedzenia Najświętszej Maryi Panny w Tłuczani – parafia rzymskokatolicka archidiecezji krakowskiej, wchodząca w skład dekanatu Wadowice - Północ.

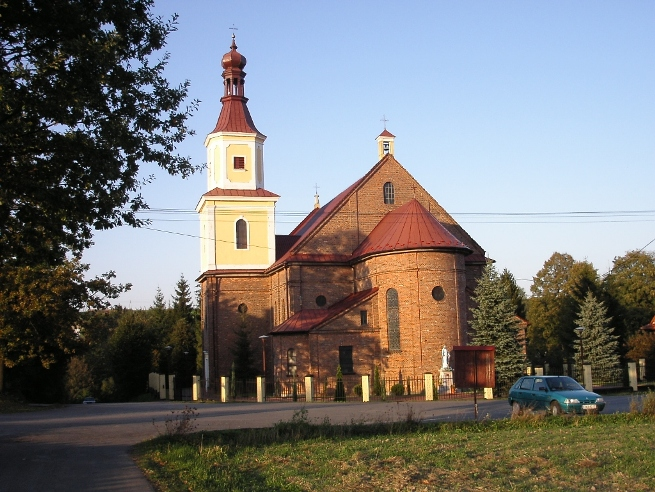
Kościół parafialny w Tłuczani

Kościołem parafialnym parafii jest Kościół pw. Nawiedzenia Najświętszej Maryi Panny znajdujący się w centrum Tłuczani.

## Historia
Pierwsze wzmianki historyczne pochodzą z 1353, kiedy to stolnik krakowski Dzierżka ze Stogniowic herbu Jastrzębiec ufundował kościół.
Następny drewniany kościółek o konstrukcji zrębowej zbudowano w połowie XVI wieku. Znajdował się w nim obraz Nawiedzenia Najświętszej Marii Panny, zwany Matką Bożą Tłuczańską, który w XVII wieku doznał ogromnego kultu religijnego. Ściągali tutaj po łaski pielgrzymi z całej okolicy. Kopia tego obrazu wisi obecnie w kościele parafialnym.
14 października 1943 w godzinach przedpołudniowych kościół stanął w płomieniach. Drewniana świątynia wraz z cudownym obrazem spłonęła błyskawicznie.
Obecny kościół parafialny budowany w latach 1946–1948 został konsekrowany 13 września 1956 przez ówczesnego wikariusza kapitulnego archidiecezji krakowskiej księdza biskupa Franciszka Jopa.
Kościół ten znajduje się w rejestrze zabytków (nr rej. A-305 z 13.10.1971 oraz A-281/78 z 21.03.1978).

### Chrząstowice
W wiosce Chrząstowice, odległej o 6 km. od kościoła parafialnego, w latach 80. XX wieku rozbudowano starą kaplicę pod wezwaniem Matki Bożej Nieustającej Pomocy.

## Współcześnie
Parafia składa się ze wsi: Chrząstowice (454 wiernych), Kossowa (411 wiernych), Tłuczań (998 wiernych).

## Proboszczowie
- ksiądz Stanisław Wąsik od 26 czerwca 2004 - 2012
- ksiądz Stanisław Pitek od 1 lipca 2012